# Finská liga ledního hokeje 1972/1973
Finská liga ledního hokeje 1972/1973 byla 42. ročníkem SM-sarja. Zúčastnilo se deset týmů, vítězem ligy se stal tým Jokerit Helsinky.

## Sezóna
|     | Tým              | Z  | V  | R  | P  | Skóre   | Body |
| --- | ---------------- | -- | -- | -- | -- | ------- | ---- |
| 1.  | Jokerit Helsinky | 36 | 29 | 3  | 4  | 293:86  | 61   |
| 2.  | Helsingfors IFK  | 36 | 23 | 8  | 5  | 170:111 | 54   |
| 3.  | Tappara Tampere  | 36 | 24 | 3  | 9  | 206:94  | 51   |
| 4.  | Ilves Tampere    | 36 | 28 | 3  | 15 | 150:129 | 39   |
| 5.  | HJK Helsinki     | 36 | 15 | 8  | 13 | 142:134 | 38   |
| 6.  | KooVee           | 36 | 13 | 5  | 18 | 120:135 | 31   |
| 7.  | Ässät Pori       | 36 | 10 | 10 | 16 | 136:160 | 30   |
| 8.  | TuTo Hockey      | 36 | 12 | 6  | 18 | 112:150 | 30   |
| 9.  | TPS Turku        | 36 | 9  | 5  | 22 | 126:182 | 23   |
| 10. | Saimaan Pallo    | 36 | 1  | 1  | 34 | 100:274 | 3    |